# Matias Delgado
Matías Emilio Delgado, född 15 december 1982 i Rosario i Argentina, är en argentinsk före detta fotbollsspelare (mittfältare).
Delgado startade sin karriär i CA River Plate. Därifrån fick han ett kontrakt med Chacarita Juniors där han spelade över 50 ligamatcher. När han var 23 år ville han testa sig i Europa. Han spelade tre år för FC Basel där han gjorde hela 41 mål, och 113 a-matcher. 
I juni 2006 lämnade Delgado Basel, och blev värvad av Besiktas JK för 6,5 miljoner dollar.